# Priscillien
Priscillien, évêque d'Ávila et premier chrétien condamné à mort et exécuté par une autorité civile chrétienne pour hérésie à Trèves en 385. 
Sa doctrine, le priscillianisme, qui relie le polythéisme celtique au christianisme, est qualifiée d'hérésie et condamnée par l'Église officielle primitive et littéralement effacée. Certains la rapprochent de celle des pauliciens.

## Enseignement
Suivant ses détracteurs, son enseignement aurait été influencé par les théories gnostiques. Il aurait ainsi professé que :
- l’âme est créée par Dieu, le corps et la matière par le principe du Mal ;
- les étoiles et le Zodiaque déterminent la destinée de l’âme ;
- les trois noms de la Sainte Trinité désignent une seule et même personne.

Ces croyances l'auraient poussé à des pratiques jugées suspectes : jeûne le dimanche et surtout abandon de l’église pour des retraites en campagne. Le principe d'égalité des sexes autorise des femmes à enseigner en son sein, suivant la tradition chrétienne primitive.

## Condamnation et persécution
Priscillien est condamné une première fois au concile de Saragosse, le 4 octobre 380. Deux évêques, Ithace, évêque d'Ossonuba (diocèse de Faro), et Hydace (es), évêque de Mérida alors Augusta Emerita (aujourd'hui dans l'archidiocèse de Mérida-Badajoz) – émettant une chaîne d'accusations au caractère sans doute en partie calomnieux (magie noire, débauches, ...) – demandent à l'empereur romain Gratien de sévir, ce qui constitue une première intervention du pouvoir séculier dans les affaires de l'Église, en Occident, mais relevant de la politique impériale traditionnelle de puis l'Antiquité et confirmée par les pratiques de Constantin, le premier empereur chrétien. 
Priscillien et ses disciples sont exilés ; ils se rendent à Rome pour obtenir une grâce du pape Damase Ier, qui la refuse. Cependant, un fonctionnaire impérial lève leur exil par un rescrit. C'est pourquoi Priscillien revient triomphalement en Espagne fin 382.
Hydace fuit l'Espagne pour rejoindre à Trèves le nouvel empereur romain Maxime, usurpateur d'origine espagnole. Celui-ci convoque Priscillien devant un concile à Bordeaux, mais l'évêque préfère être jugé par un tribunal séculier à Trèves dirigé par le préfet du prétoire des Gaules Flavius Euodius. Il est néanmoins condamné avec ses disciples (sept peines capitales et plusieurs condamnations à l'exil sont prononcées) ainsi qu'Euchrétia, une femme qui l'aurait accueilli avec trop d'empressement à Bordeaux.
En 382, lorsque Priscillien et ses disciples, en route pour Rome, passent à Milan, Saint Ambroise de Milan refuse de les aider. Saint Martin de Tours est présent à Trèves lorsque Hydace et Ithace demandent à Maxime la condamnation de Priscillien. Celui-ci est condamné du chef du délit civil de magie. 
Rejoint par Ambroise de Milan, délégué par le jeune empereur Valentinien II, saint Martin de Tours demande la grâce de vie pour Priscillien. Ambroise refuse, menacé de mort par l’empereur et Priscillien est exécuté en 385,.
Cette exécution suscite le schisme de Félicien, qui divise l'épiscopat gaulois et provençal : les évêques d'Aix-en-Provence soutiennent l'évêque de Trèves, et s'opposent à ceux de Marseille et de Vienne. 
Martin obtient que les disciples de Priscillien ne soient pas poursuivis. Le pape Sirice s'éleva contre les procédés de Maxime. Par la suite, Martin de Tours refusa toujours de participer aux assemblées épiscopales, ce qui, avec ses efforts pour sauver de la mort Priscillien, le fit suspecter d'hérésie. 
L'empereur romain Théodose Ier déclara nulles les décisions de Maxime dans cette affaire ; Ithace est déposé quelques années plus tard, et Hydace démissionne de sa charge de lui-même.
Un certain nombre d'évêques priscillianistes font leur soumission au Ier concile de Tolède en 400 ; la doctrine est une nouvelle fois condamnée en 563 au Ier concile de Braga. 
Son déterminisme astrologique est encore évoqué dans une homélie du pape Grégoire le Grand, après 600.

## Prolongements
Paul Orose dans ses écrits revient sur cette hérésie, qu’il condamne également. 
Saint Augustin, à la fin de sa vie, la condamne fermement, ainsi que saint Jérôme, présent à Rome en 382 (mais en Terre Sainte les années suivantes).
L’hérésie continue à s’étendre aussi bien en Gaule qu’en Espagne, malgré les mesures prises contre elle. 
En 412, Lazare, évêque d’Aix-en-Provence, et Héros, ’évêque d’Arles, sont révoqués de leur siège sur accusation de manichéisme. Proculus, l'évêque de Marseille et les métropolitains de  Vienne et de Narbonne étaient aussi proches de la doctrine rigoureuse pour laquelle Priscillien était mort.
Turibius, l’évêque d’Astorga,  en Espagne. agit pour faire réprimer cette hérésie, en faisant convoquer un nouveau concile à Tolède en 447 ; la profession de foi priscillianiste est une nouvelle fois condamnée à Braga, preuve de l’enracinement de la doctrine. 
Ce serait la raison pour laquelle l’Église officielle a dû intégrer les tendances ascétiques en imposant le célibat aux prêtres. Cependant, l'enseignement officiel de Rome ne permettait pas d’imposer cet ascétisme comme idéal et comme devoir à chaque chrétien. Priscillien a péri pour avoir insisté sur cet idéal.

## Legs de Priscillien
Il est difficile aujourd’hui de séparer les propres assertions de Priscillien de celles que lui ont attribuées ses ennemis (ainsi celle de manichéisme, qui repose peut-être sur une mauvaise interprétation d’une de ses lettres, citée par Orose) et des sectes qui plus tard ont été qualifiées de priscillianistes. L’enseignement ascétique de Priscillien a laissé une empreinte profonde dans le Nord de l’Espagne et le Sud de la Gaule, où l’ascétisme mystique a ensuite souvent été porté à des extrêmes sous différentes formes (voir Cathares), tous courants condamnés par le pouvoir politique comme hérétiques.
Priscillien a longtemps été honoré comme martyr, notamment en Galice et dans le Nord du Portugal, où l’on prétend que son corps serait revenu. Certains historiens comme Philippe Martin considèrent que le corps retrouvé au IXe siècle et identifié comme celui de saint Jacques-de-Compostelle était en fait celui de Priscillien, affirmation qui remonte à la fin du XIXe siècle mais ne repose sur aucune base sérieuse. Compostelle n'existait pas en 385 et Priscillien avait été évêque d'Ávila en Carthaginoise. Si son corps fut "rapatrié", ce ne pourrait être qu'à Ávila.

## Prénom
Aujourd'hui, le prénom Priscillien reste un prénom masculin très rare, seulement 31 personnes nées sous ce prénom résident actuellement en France.

## Écrits
Quelques écrits de Priscillien reconnus orthodoxes n’ont pas été brûlés. Par exemple, il divise les épîtres pauliniennes (y compris l’Épître aux Hébreux) dans une série de textes selon leur point de vue théologique, en ajoutant une introduction à chaque série. Ces canons ont été édités par Peregrinus. Ils contiennent une forte incitation à la piété personnelle et à l’ascétisme, notamment au célibat ce qui est une marque de manichéisme, et à la privation de viande et de vin. Il affirme aussi que l’esclavage est aboli entre chrétiens, et que les différences fondées sur le sexe n’ont pas lieu d’être[réf. nécessaire], ce qui est une nouvelle norme dans la culture antique méditerranéenne, définie par le christianisme. Suivant les préceptes du christianisme, il affirme aussi que la Grâce du Saint Esprit se répand sur tous les croyants en état de pureté, et que l’étude des Écritures prime (élément caractéristique des sectes du début du christianisme où l'interprétation personnelle prime sur la tradition ecclésiale). Comme beaucoup de chrétiens du IVe siècle, Priscillien a beaucoup travaillé sur des écrits plus tard considérés comme apocryphes, issus des sectes chrétiennes.
Tous les écrits hérétiques de Priscillien auraient été détruits ; mais en 1885, Georg Schepss a découvert à l’université de Wurtzbourg onze originaux, publiés dans le Corpus de Vienne en 1886. Bien qu’ils soient tous signés du nom de Priscillien, quatre d’entre eux, qui décrivent les épreuves de Priscillien, sont probablement de la main d’un de ses disciples.

## Inspiration
Le destin des priscillianistes a inspiré le réalisateur Luis Buñuel, dans le film La Voie lactée en 1969.

#### Œuvres
- The complete works. Priscillian of Avila, edited and translated by Marco Conti, Oxford University Press, 2010, XII-344 p. Texte latin et trad. an. (Genuine Works : The Würzburg Tractates, Canons on the Letters of the Apostle Paul, Fragment Quoted by Orosius ; Spurious Works : On the Trinity of Catholic Faith, Prologues of the Monarchians).
- Tractatus Wirceburgenses (Priscilliani quae supersunt maximam partem nuper detexit adiectisque commentariis criticis et indicibus primus edidit Georgius Schepss, Corpus Scriptorum Ecclesiasticorum Latinorum, édi. par Georg Schepss, Vienne, 1889, 3-106, 109-47, 153.

#### Études sur Priscillien
- Sylvain Jean-Gabriel Sanchez. "Priscillien, un chrétien non conformiste. Doctrine et pratique du priscillianisme du IVe   au   VIe siècle". Paris : Beauchesne, 2009.
- Sylvain Jean Gabriel Sánchez, "Étude des différentes rédactions du 'Liber apologeticus' du Codex de Wurtzbourg attribué à Priscillien", Facultat de Teologia de Catalunya, 2013Étude des différentes rédactions du Liber Apologeticus du Codex Wurtzbourg attribué à Priscillien.
- Ernest-Charles Babut, Priscillien et le priscillianisme, Champion, 1909, XII-316 p.
- Adhémar d'Alès. Priscillien et l'Espagne chrétienne à la fin du IVe siècle. Paris : Beauchesne, 1936, le principal ouvrage historique en français sur le sujet
- H. Chadwick, Priscillian of Avila. The Occult and the Charismatic in the Early Church, Oxford, Clarendon Press, 1976.
- Régine Pernoud, Les Saints au Moyen Âge - La sainteté d’hier est-elle pour aujourd’hui ?, Paris, Plon, 1984, 367 p. (ISBN 2-259-01186-1), p. 192-195.
- Michel Grandjean, "L'ère de Priscillien ou la grande faute du christianisme ?", Revue de théologie et de philosophie, 2000, vol. 132, p. 361-376.
- Andrés Olivares Guillem, Prisciliano a través del tiempo. Historia de los estudios sobre el priscilianismo, Santiago de Compostela, Fundación Barrié de La Maza, 2004.
- Alberto Ferreiro, « Martin, Ithace et Maxime, après l'exécution de Priscillien » dans, sous la direction de Bruno Judic, Robert Beck, Christine Bousquet-Labouérie et Élisabeth Lorans, Un nouveau Martin - Essor et renouveaux de la figure de Saint Martin, IVe-XXIe siècle, collection « Perspectives historiques », Presses universitaires François-Rabelais, Tours, 2019, pp. 217-247.